# Gabriel Llompart Moragues
Gabriel Llompart Moragues (Palma de Mallorca, 1927 - ibídem, 5 de octubre de 2017) fue un historiador y folklorista español. Licenciado en teología y en historia por la Universidad de Barcelona, en 1947 ingresó en la orden de los Teatinos. Su investigación se centró en la arqueología balear, la iconografía y el folklore religiosos, la historia del arte y la hagiografía. 

## Biografía

### Asociaciones a las que perteneció
Miembro de la Sociedad Arqueológica Luliana de Palma de Mallorca y de la Sociedad Catalana de Estudios Litúrgicos, filial del Instituto de Estudios Catalanes, fue también miembro correspondiente de la Real Academia de la Historia, de la Real Academia de Buenas Letras de Barcelona y de la Asociación Española de Etnología y Folklore. 

### Publicaciones
Una parte importante de su numerosa bibliografía (más de 400 artículos y monografías) fue publicada en las revistas Regnum Dei, Revista de Dialectología y Tradiciones Populares, Analecta Sacra Tarraconensia, Mayurqa, Estudios lulianos, entre muchas otras. 

### Bandera Oficial de las Islas Baleares
En 1979, juntamente con María Barceló Crespí, el ibicienco Juan María Cardona y el menorquín Juan Hernández Mora, formó parte de la comisión de expertos encargados de decidir el diseños definitivo de la bandera oficial de les Islas Baleares.

### Premios
Su trayectoria científica fue recompensada con el Premio Ramon Llull en 1997 y en el 2006 con el Premio Jaime II del Consejo de Mallorca.

## Fallecimiento
Murió a los 90 años, el 5 de octubre de 2017 en Palma de Mallorca.